# 希爾頓 (紐約州)
希爾頓（英語：Hilton）是位於美國紐約州門羅縣的村。

## 人口
根據2020年美國人口普查的數據，希爾頓的面積為4.63平方千米，皆為陸地。當地共有人口6027人，而人口密度為每平方千米1,302人。